# Avenue Foch
Avenue Foch är en aveny i Paris 16:e arrondissement. Den invigdes den 31 mars 1854 och fick sitt nuvarande namn, efter franske krigshjälten Ferdinand Foch, den 29 mars 1929. Avenue Foch löper från Place Charles de Gaulle med Triumfbågen till Porte Dauphine vid Bois de Boulogne.